# Torre Ancón
La Torre Ancón o Torre del Ancón, también denominada Torre Guadaysa, Torre Guadaiza, Torre Guadysa y Torre Vigía Lancón, es una torre almenara situada en la costa occidental del municipio de Marbella, en la provincia de Málaga, Andalucía, España.
Se trata de una torre de 11,9 metros de altura y 7,40 de diámetro en la base y 5,20 metros en la azotea. Está situada en la playa del Ancón, vocablo en desuso que se cree que puede significar pequeña ensenada.
Al igual que otras torres almenaras del litoral mediterráneo andaluz, la torre formaba parte de un sistema de vigilancia de la costa empleado por árabes y cristianos y, como las demás torres, está declarada Bien de Interés Cultural.